# Hieracium bjeluschae
Hieracium bjeluschae es una especie de planta con flor del género Hieracium, de la familia Asteraceae, orden Asterales.

## Distribución
Hieracium bjeluschae se distribuye por Yugoslavia.

## Taxonomía
Fue descrita científicamente por Maly & Zahn. Fue publicada en Magyar Bot. Lapok 8: 307.